# チェンタウロ戦闘偵察車
チェンタウロ戦闘偵察車 (B1 Centauro) は、イタリア陸軍の制式戦闘偵察車（装輪装甲車・装輪戦車）である。名称はギリシア神話に登場するケンタウロスにちなんでおり、戦車と装甲車の中間的な車両であることを示している。

## 概要
イタリアは国土が南北に伸びたイタリア半島であり、すべての海岸に敵兵力の上陸に備えて兵力を配しておくのは不可能に近い。そこで他国と陸続きの北部に主力戦車などの重装備部隊を配置する一方、南部には機動性の高い軽装備部隊を配置し敵兵力に対応する防衛方針をとっている。チェンタウロ戦闘偵察車はイタリア各地に分散配置されており、南部で戦闘が発生した場合はアウトストラーダ（高速道路）を利用して迅速に展開し、戦車部隊が南部へ到着するまでの時間稼ぎの役割を果たす。このため、重量が増える防御力は妥協して火力と機動力を優先した火力支援車両として設計された。
1984年から開発が開始され、3年後の1987年に最初の試作車が完成し、1991年から部隊配備が開始された。

## 設計

### 車体
サイズは戦車に匹敵するが、重量はアリエテの約半分と軽量である。前方にエンジン、後方に砲塔が配置されている。車体前部左側が操縦士席で、右側が機関室で、後方は戦闘室となっている。
後期型は弾薬を下ろしたスペースに4名の兵員を収容可能とした準歩兵戦闘車であり、弾を撃ちきって退却する際に歩兵を回収するなど、柔軟な運用が可能となった。

### 火力

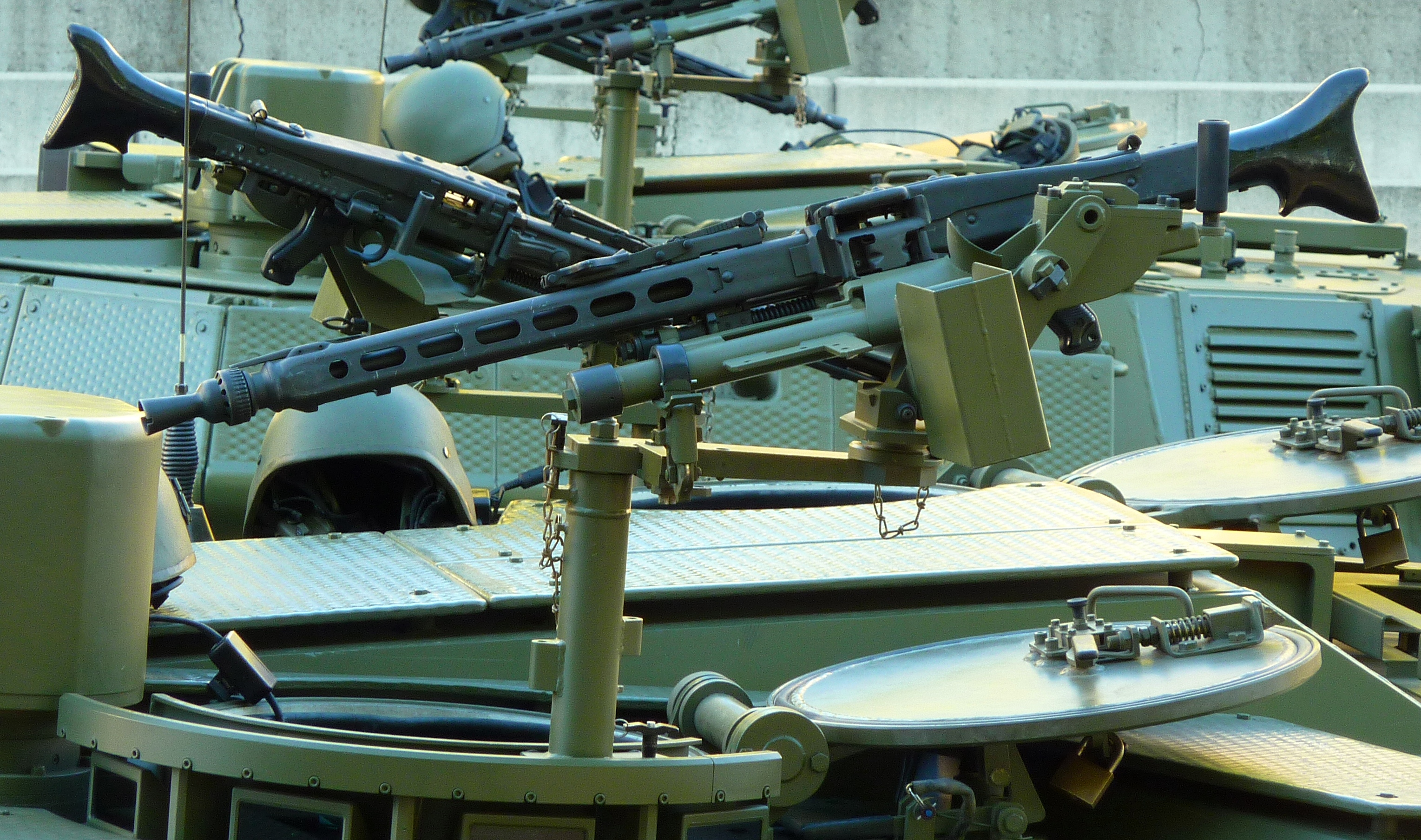
搭載されたMG3（スペイン陸軍）

主砲として、オート・メラーラ社製52口径105mmライフル砲を搭載する。これはオート・メラーラ社によって独自開発されたもので、西側諸国の第2世代主力戦車の主砲として幅広く採用されたロイヤル・オードナンス L7 51口径105mmライフル砲よりも長砲身の砲だが、弾薬は共通したものを使用することができる。
これを装備した砲塔にアリエテと同じガリレオ社製のFCSを搭載するなど、装輪装甲車ながら戦車並の火力を有することから、本車は装輪戦車とも呼ばれている。ただし、防御力の制約によって戦車と正面から撃ち合うことは無理がある。最初に上陸する部隊は機動力を重視した装輪装甲車や歩兵部隊が中心と想定されるため、これらの装甲車輌や構築された防御陣地への砲撃で足止めを行うための装備とされる。
また、砲塔上部には機銃としてラインメタルMG3 7.62mm機関銃を搭載している。
ユーロサトリ2002で発表されたHITFACT45口径120mm砲搭載型は、FCSも新型に換装している。

### 防御力
正面装甲が対20mm弾、その他の部分が対12.7mm弾の機関砲弾の直撃に耐えられる程度であり、歩兵の小銃や装甲車のRWSが限界で、戦車の主砲には対抗できない。ただしエンジンが前方に配置されているため、行動不能となるが搭乗員を保護することは可能である。
PKOでソマリアに派遣された際には、取り外しが可能な装甲キットが開発された。これにより、対戦車擲弾にも耐えられるという。

### 機動力

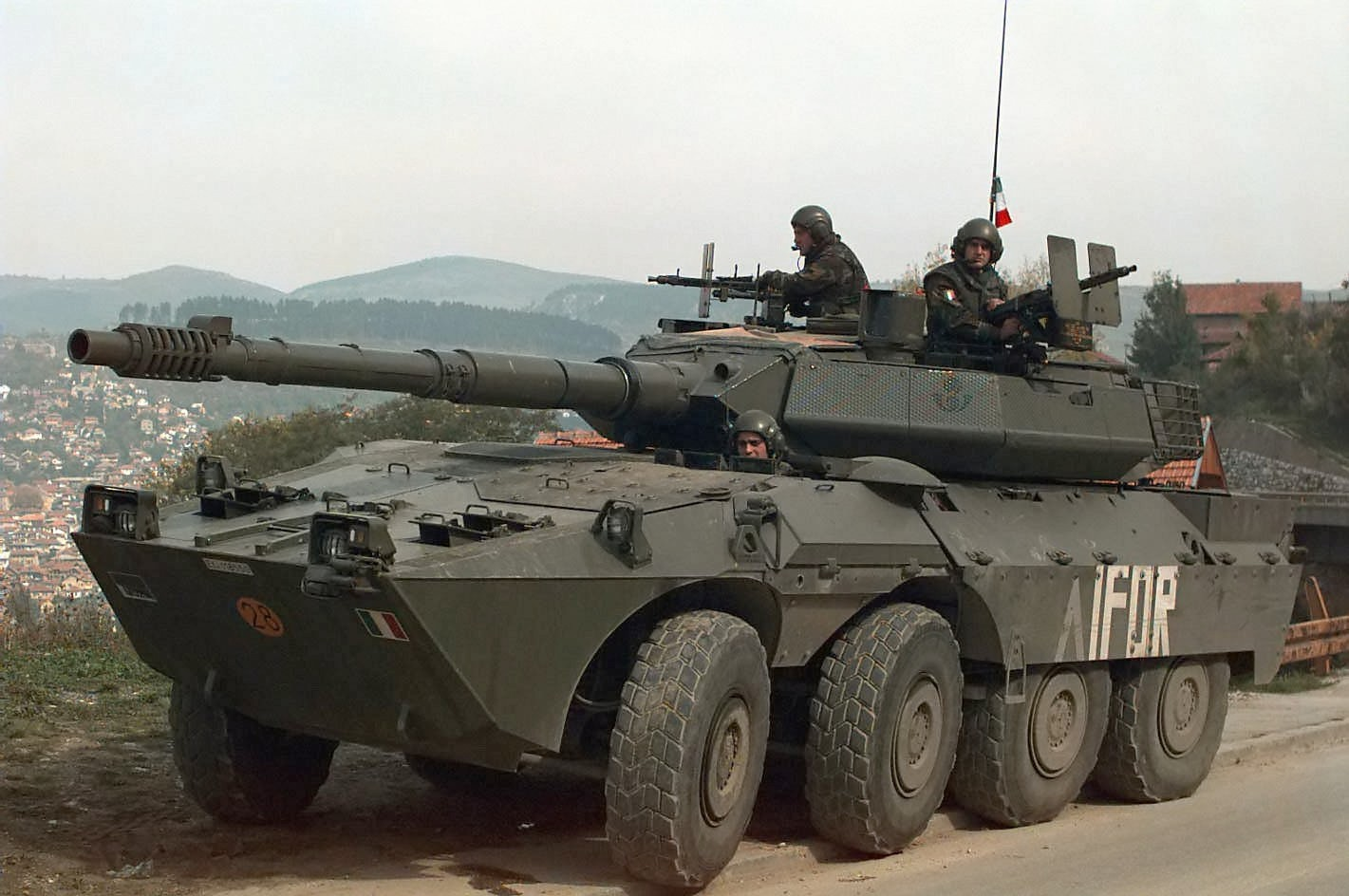
前2輪のみ転舵した状態

重量は25トンに達するが、全8輪が駆動し高級な油圧式のサスペンションも採用されている。舗装路での最大速度は108km/hに達する。また、アウトストラーダのような起伏の少ない舗装路であれば約800kmを自走可能である。イタリア半島の南北は南端のシチリアを含めても約1360kmであるため、半島の半分を単独で移動可能となる。
通常の装輪装甲車が左右1組の車輪ごとにデファレンシャルギアを装備しているのに対し、チェンタウロでは変速機に直結した1個のデフで左右のドライブシャフトを駆動する独特の方式を採用している。高速走行時には6輪駆動に変更することにより、燃費を向上させることも出来るなど長時間の高速走行を意識した設計となっている。
転舵は前2輪・後1輪と小回りがきくが、後輪の転舵は20km/h以下の時だけである。アウトストラーダはカーブが少ないため、小回りが必要なのは入り組んだ市街地のみとなることから、問題とされなかった。
舗装路と不整地をタイヤで走破することになるため、車内からタイヤの空気圧を調整できるようになっており、タイヤが不得意な不整地では空気圧を下げることで対処している。
|          | 16式機動戦闘車                    | 11式装輪突撃車                  | AMX-10RC                          | M1128 MGS                         | チェンタウロ          | ルーイカット         |
| -------- | --------------------------------- | ------------------------------- | --------------------------------- | --------------------------------- | --------------------- | -------------------- |
| 画像     |                                   |                                 |                                   |                                   |                       |                      |
| 全長     | 8.45 m                            | 8.00 m                          | 6.24 m                            | 6.95 m                            | 7.40 m                | 8.20 m               |
| 全幅     | 2.98 m                            | 3.00 m                          | 2.95 m                            | 2.72 m                            | 3.05 m                | 2.90m                |
| 全高     | 2.87 m                            | 約3 m                           | 2.60 m                            | 2.64 m                            | 2.73 m                | 2.80 m               |
| 重量     | 約26 t                            | 20 t                            | 17 t                              | 18.77 t                           | 26t                   | 28.8 t               |
| 最高速度 | 100 km/h                          | 100 km/h                        | 85 km/h                           | 100 km/h                          | 108 km/h              | 120 km/h             |
| 乗員数   | 4名                               | 4名                             | 4名                               | 3名                               | 4名                   | 4名                  |
| 主武装   | 52口径105mmライフル砲             | 105mmライフル砲                 | 48口径105mmライフル砲             | 51口径105mmライフル砲             | 52口径105mmライフル砲 | 62口径76mmライフル砲 |
| 副武装   | 12.7mm重機関銃M2×1 7.62mm機関銃×1 | 12.7mm重機関銃×1 7.62mm機関銃×1 | 12.7mm重機関銃M2×1 7.62mm機関銃×1 | 12.7mm重機関銃M2×1 7.62mm機関銃×1 | 7.62mm機関銃×2        | 7.62mm機関銃×2       |

## バリエーション
チェンタウロ戦闘偵察車は400両ほどが生産され、後期型は150両である。
本車に随伴する機械化歩兵のための本格的な装輪装甲歩兵戦闘車が求められ、2006年より本車をベースに車体を大型化して乗員プラス8名の歩兵を収容可能とし、エリコンKBA 25mm機関砲砲塔を備えた「フレッチャ歩兵戦闘車」 (VBM Freccia) が配備されている。
SIDAM25自走対空砲の後継として、オトマティック自走対空砲の砲塔の軽量型である「AMRAD」の改良型の「ドラコ」砲塔を搭載した「チェンタウロ・ドラコ」が開発され、イタリア陸軍に配備される予定である 。
他にも、155mm榴弾砲を搭載した自走榴弾砲型「チェンタウロ 155/39LW」、兵員輸送車型、指揮通信車型、装甲回収車型が開発されている。
ロシアではテストが行われており、将来はライセンス生産施設をロシア国内で建設することをオート・メラーラ社が提案している。
通常の軍用装輪装甲車では歩兵戦闘車型をベースとして機動砲などの武装バリエーション型が開発されることが多いのに対し、本車は逆の過程を経たことになる。

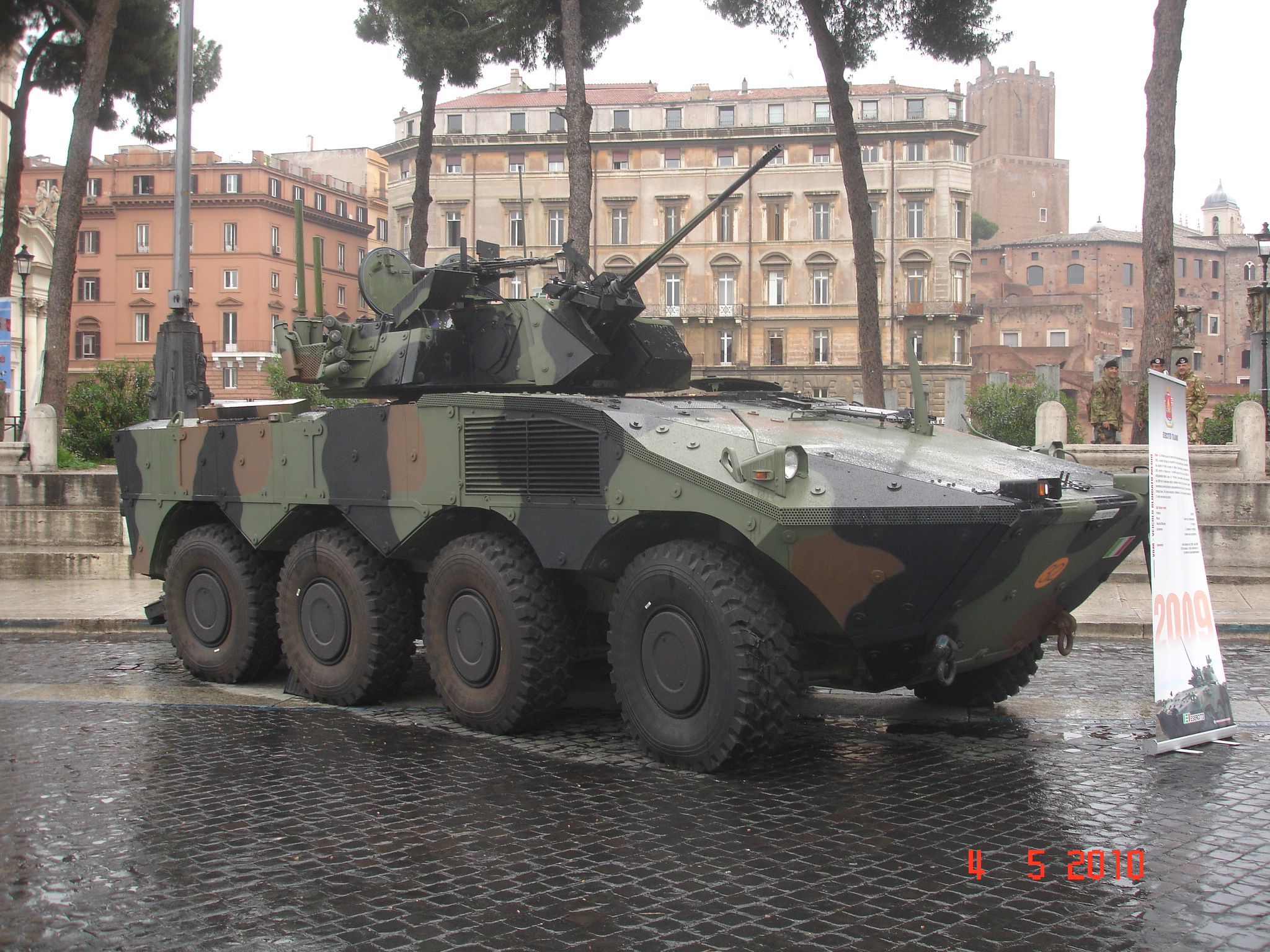
フレッチャ歩兵戦闘車
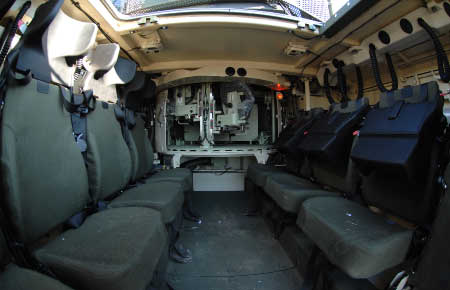
フレッチャ歩兵戦闘車の内部
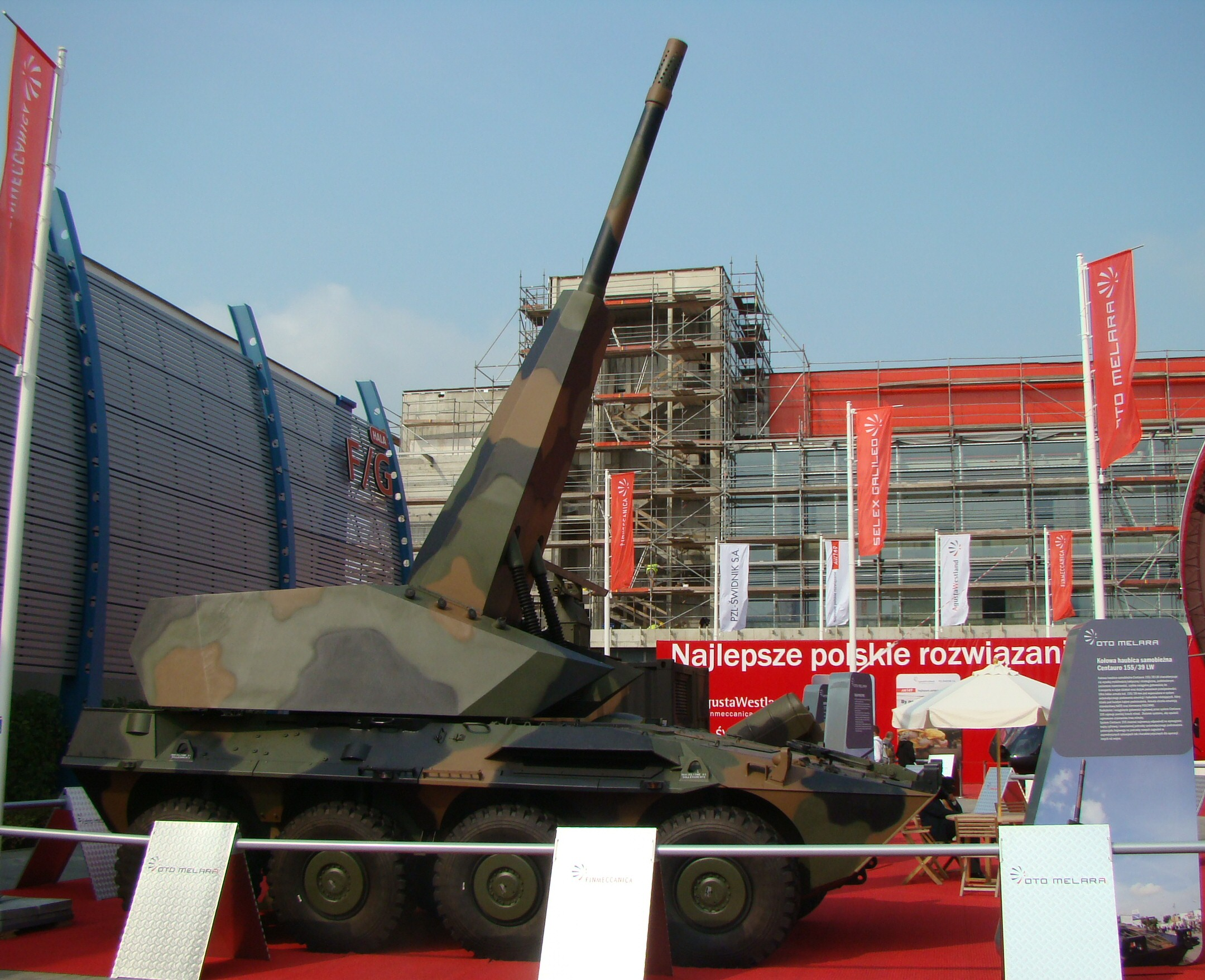
チェンタウロ 155/39LW
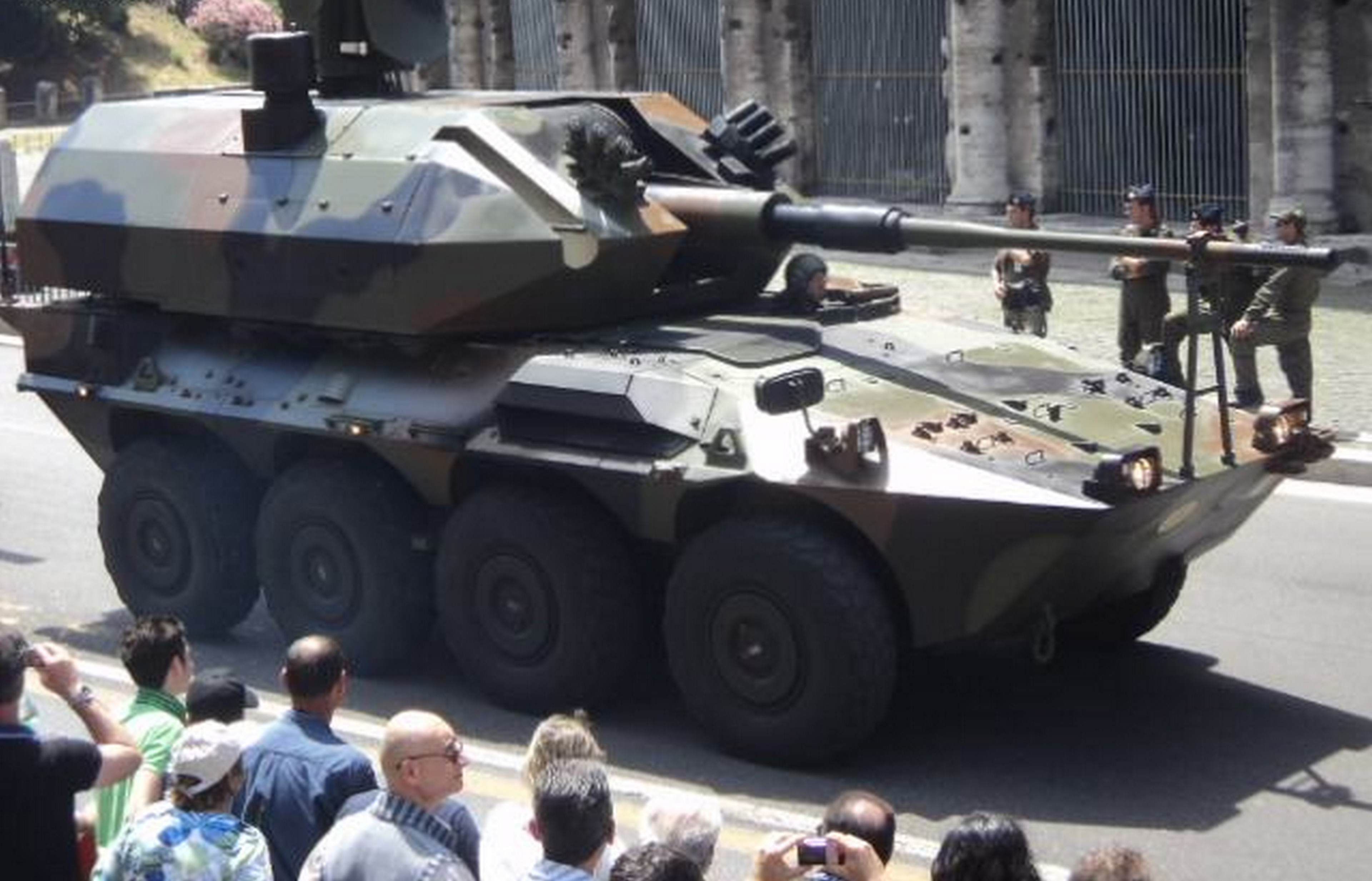
チェンタウロ・ドラコ

## チェンタウロ2
イヴェコ・オート・メラーラ社はイタリア軍の要求によってチェンタウロの後継車輌「チェンタウロ2」を開発し、ユーロサトリ2016で発表した。
チェンタウロと同様に8x8の装輪装甲車だが車体は新規設計されており、主砲は45口径120mm滑腔砲となっている。車体の全周、砲塔上部、車体下部はモジュラー装甲となっており、底部はV地型の耐地雷構造となっている。
レーザー検知、IEDジャマー、敵味方識別装置が装備される。エンジンはイヴェコのVECTOR 8V ユーロIIIディーゼルエンジン（720馬力）で7速オートマチックトランスミッションが組み合わされており、路上最大速度は105km/h、最大航続距離は時速70km/hで路上走行時に800kmとされている。
通常重量は30t、主砲は自動装填されることから乗員は3名となっており、1名減員されている。RWSを搭載したバージョンも配備される。

## 採用国
イタリア陸軍のほか、スペイン陸軍とオマーン国王親衛隊が採用している。
- イタリア 259両
- スペイン 84両
- ヨルダン 141両 - 2021年4月19日に就役[9]。
- オマーン 9両

## 登場作品

### アニメ・漫画
『GUNSLINGER GIRL』
原子力発電所警備の為に配備されていたフレッチャ歩兵戦闘車が、テロリストに奪われて登場する。
『セーラー服と重戦車』
不破死蘇党の車両として登場。
『戦姫絶唱シンフォギア』
自衛隊の車両として登場。

### ゲーム
『大戦略WEB』
中東国家のライセンスとして登場。
『War Thunder』
イタリア陸軍のランクV,VI,VII車両として登場し、開発が可能。
『ジャストコーズ3』
CS ODJURの名称で登場。90mm砲と機関銃を装備。